# Bistum Antwerpen
Das Bistum Antwerpen (lateinisch Dioecesis Antverpiensis, niederländisch Bisdom Antwerpen) ist eine Diözese der römisch-katholischen Kirche in Belgien mit Sitz in Antwerpen.

## Geschichte
Aufgrund einer Reorganisation der Diözesen in den damaligen Spanischen Niederlanden, zu denen die heutigen Niederlande, Belgien, Luxemburg und Teile Nordfrankreichs gehörten, wurde auf Betreiben von Philipp II. das Bistum Antwerpen 1559 gegründet. Der Kirchensprengel war vordem der Diözese Cambrai zugeordnet. Nunmehr erfolgte die Unterstellung unter das ebenfalls neu gegründete Erzbistum Mechelen.
Das Bistum Antwerpen wurde im Zuge der Französischen Revolution aufgelöst und der Kirchsprengel wurde zwischen dem Erzbistum Mechelen und dem Bistum Breda verteilt. 1961 wurde die Diözese Antwerpen durch Ausgliederung aus dem Erzbistum Mecheln-Brüssel neu gegründet.

## Territorium
Das Bistum Antwerpen umfasst fast die gesamte Provinz Antwerpen, jedoch ohne die Stadt Mechelen.

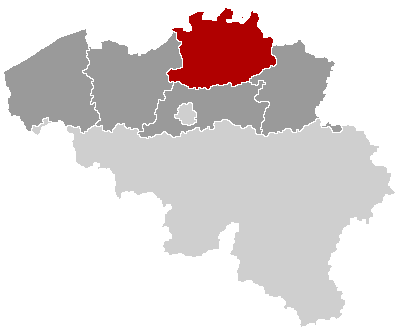
Karte der Provinz Antwerpen

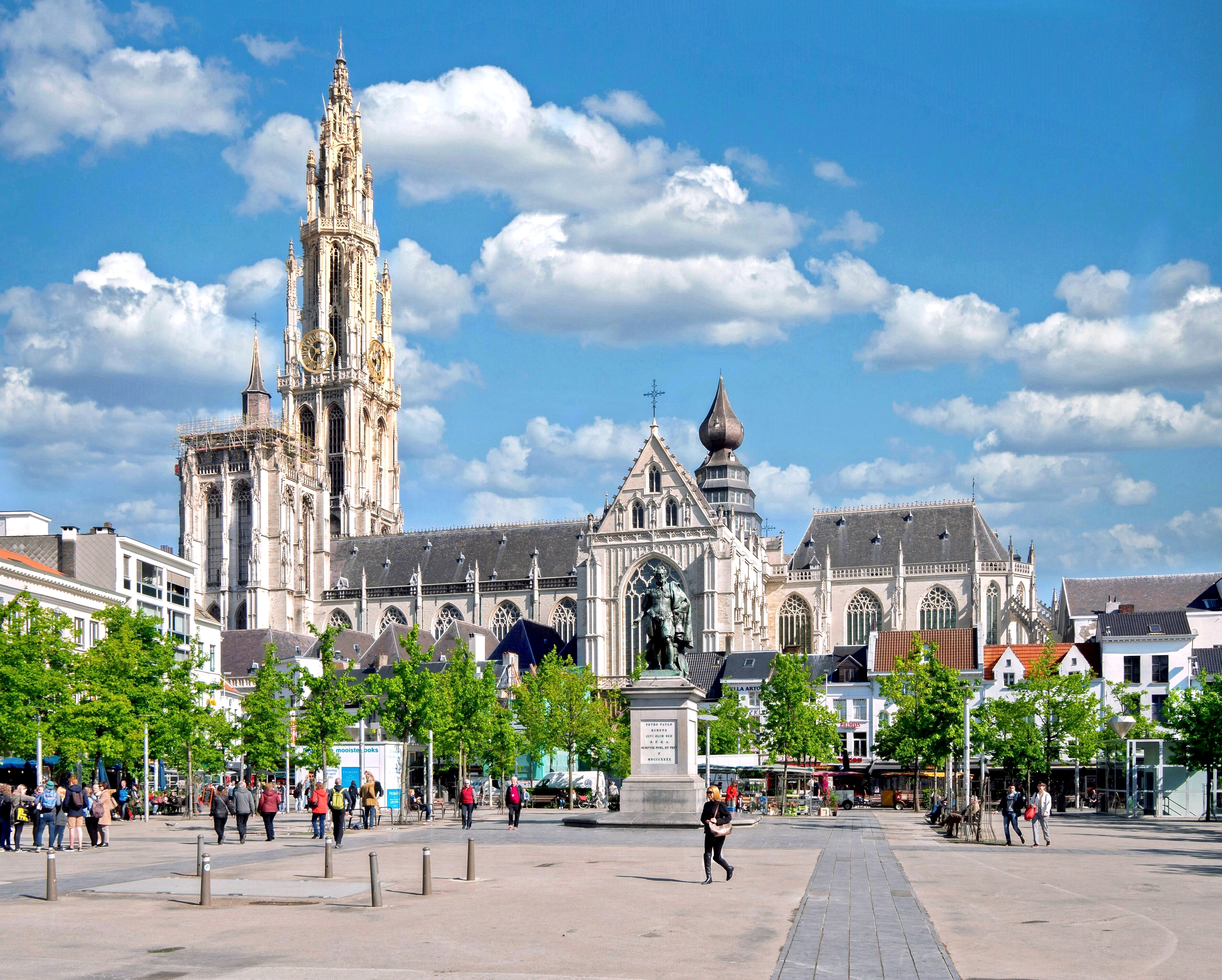
Liebfrauen-Kirche in Antwerpen, Kathedrale des Bistums